# Гранада (аэропорт)
Аэропорт Гранада-Хаэн имени Федерико Гарсии Лорки (исп. Aeropuerto Federico García Lorca de Granada-Jaén ИАТА: GRX, ИКАО: LEGR) — аэропорт в андалусской провинции Гранада на юге Испании. Расположен в 18 км на запад от Гранады и в 100 км от Хаэна. В 2008 году пассажиропоток составил 1,42 млн человек. Аэропорт Гранады занимает третье место среди аэропортов Андалусии после Малаги и Севильи.

## История
В 1922 году в связи с волнениями в Испанском Марокко на этом месте был разбит военный аэродром, который впоследствии был передан в ведение гражданской авиации. Первый пассажирский рейс был совершён в 1929 году в Севилью. Спустя год аэропорт был вновь отдан военным в связи с начавшейся Гражданской войной. Гражданское авиасообщение из Гранадского аэропорта было восстановлено в 1946 году. В связи с развитием туризма аэропорт был переоборудован в 50-е годы. Новое здание аэропорта открылось в 1972 году. В 1996 году произведена модернизация инфраструктур аэропорта и 13 июня 2006 году аэропорту было присвоено имя Федерико Гарсии Лорки.

## Пассажиропоток
Данные из запроса в Викиданные.